# Céline Bœhm
Pour les articles homonymes, voir Boehm.
Céline Bœhm (née en 1974) est une physicienne française, professeure de physique des particules à l'université de Sydney. Elle travaille sur la physique des astroparticules et la matière noire.

## Formation
Bœhm a étudié la physique fondamentale à l'Université Pierre-et-Marie-Curie, dont elle a obtenu son diplôme en 1997. Elle a rejoint l'École Polytechnique, où elle a obtenu une maîtrise en ingénierie en 1998. Elle a obtenu la plus haute distinction pour un diplôme de troisième cycle en physique théorique. Elle a obtenu son doctorat à l'École normale supérieure de Paris en 2001, en collaboration avec Pierre Fayet. Elle a travaillé sur la supersymétrie, dans la désintégration à 4 corps de la particule d'arrêt. Elle a étudié la lumière scalaire quark top et la matière noire supersymétrique. Elle s'est intéressée à l'amortissement collisionnel, qui tient compte de l'impact de la matière sombre et du modèle standard des particules avec le fond cosmologique.

## Recherche et carrière
En 2001, Bœhm rejoint Joseph Silk à l'Université d'Oxford. Là, elle a travaillé sur des particules légères de matière noire qui se couplent aux bosons Z′ (en) légers. Elle a proposé de nouveaux candidats pour la matière noire scalaire, sous la forme de fermions lourds ou de bosons de calibre léger. Lorsque le spectromètre SPI embarqué à bord de l'International Gamma-Ray Astrophysics Laboratory (InteGRAL) a identifié une raie à 511 keV dans le Centre Galactique, Bœhm a prédit que cela aurait pu être la signature de la matière noire. Elle a continué à rechercher de nouvelles signatures de matière noire, notamment en examinant l'excès de GeV dans les données du télescope spatial à rayons gamma Fermi,,. En 2004, Bœhm rejoint le Laboratoire d'Annecy-le-Vieux de Physique Théorique comme chargée de recherche CNRS. Elle a reçu la médaille de bronze du Centre national de la recherche scientifique.
Elle a examiné l'analyse de la méthode de détection directe CoGeNT (en) et a constaté qu'elle aurait pu souffrir d'un bruit de fond important. En 2015, Boehm a été nommée Fellow de l'Institute of Physics . Elle est la chercheuse principale de la mission Theia, un observatoire spatial qui permettra à Bœhm et à son équipe de tester les prédictions de matière noire qui découlent du modèle Lambda-CDM,.
Boehm a été nommée Emmy Noether Fellow à l'Institut Périmètre de physique théorique en 2016, où elle a continué à travailler sur la matière noire,. Cette année-là, elle a été promue professeure à l'Institute for Particle Physics Phenomenology à l'Université de Durham. Elle a donné une conférence TED, The Invisible is All What Matters, à Durham en 2017. Parallèlement à ses travaux en physique des astroparticules, elle travaille sur des groupes de Coxeter non cristallographiques,. Elle a dirigé le groupe de travail sur la matière noire du Consortium Euclide (en). En 2017, Bœhm a passé deux mois en tant que professeure invitée à l'Université Columbia, ainsi qu'à l'Observatoire de Paris. Elle a proposé d'utiliser la polarisation circulaire pour étudier la matière noire et les neutrinos. Elle a rejoint l'Université de Sydney en tant que directrice de l'école de physique en 2018,. Bœhm a écrit pour The Conversation. Elle a participé à Pint of Science.

## Prix et distinctions
- 2016 : Emmy Noether Fellow à l'Institut Périmètre de physique théorique.
- 2008 : médaille de bronze du CNRS[23]

## Publications (sélection)
- (en) Pierre-Philippe Dechant, Céline Bœhm et Reidun Twarock, « Novel Kac–Moody-type affine extensions of non-crystallographic Coxeter groups », Journal of Physics A, IOP, vol. 45, no 28,‎ 27 juin 2012, p. 285202 (ISSN 1751-8113, 1751-8121, 0305-4470 et 1361-6447, OCLC 78212172, DOI 10.1088/1751-8113/45/28/285202, arXiv 1110.5219).
- (en) Céline Bœhm et Joseph Silk, « A new test for dark matter particles of low mass », Physics Letters B, Elsevier, vol. 661, no 4,‎ mars 2008, p. 287-289 (ISSN 0370-2693 et 1873-2445, DOI 10.1016/J.PHYSLETB.2008.02.019, arXiv 0708.2768).
- (en) Thomas Lacroix, Céline Bœhm et Joseph Silk, « Probing a dark matter density spike at the Galactic Center », Physical Review D, APS, vol. 89, no 6,‎ 27 mars 2014 (ISSN 1550-7998, 1550-2368, 0556-2821, 1089-4918 et 2470-0010, OCLC 643849514, DOI 10.1103/PHYSREVD.89.063534, arXiv 1311.0139).